# Cajanus volubilis
Cajanus volubilis là một loài thực vật có hoa trong họ Đậu. Loài này được (Blanco) Blanco miêu tả khoa học đầu tiên.